# George H. Heinke
George Henry Heinke, född 22 juli 1882 i Otoe County i Nebraska, död 2 januari 1940 i Morrilton i Arkansas, var en amerikansk politiker (republikan). Han var ledamot av USA:s representanthus från 1939 fram till sin död.
Heinke efterträdde 1939 Henry Carl Luckey som kongressledamot. Heinke omkom i en bilolycka. Han ligger begravd på Wyuka Cemetery i Nebraska City i Nebraska.